# Коркия, Виктор Платонович
Ви́ктор Плато́нович Ко́ркия (род. 12 июня 1948, Москва) — советский и российский поэт, драматург.

## Биография
Родился в семье военнослужащего.
В 1973 году окончил Московский авиационный институт. В 1976—1990 гг. сотрудник отдела поэзии журнала «Юность». Первая публикация — стихотворение «Ракета» в сборнике детского творчества «Мы пишем и рисуем». Систематически начал печататься с начала 1973 года. Один из участников и, впоследствии, председатель клуба «Поэзия» (1989) в Москве.
Первый серьёзный успех пришёл в 1988 году с публикацией поэмы «Свободное время» в журнале «Юность». В 1988 году в Студенческом театре МГУ (сейчас Театр МОСТ) Евгений Славутин поставил паратрагедию «Черный человек, или Я бедный Сосо Джугашвили». Пьеса пользовалась большим успехом и в дальнейшем прошла на многих сценах СССР.
С начала 1990-х Виктор Коркия больше обращается к жанру драматургии. Печатается в журналах «Юность», «Горизонт», его произведения выходят отдельными изданиями и идут на сценах России и за рубежом. Стихи и драматургические произведения Виктора Коркия переводились на иностранные языки. Его постмодернистское творчество — предмет изучения в филологических факультетах ВУЗов.
Член Союза писателей СССР.

## Творчество
- «Черный человек, или Я бедный Coco Джугашвили»: Паратрагедия. — М.: Московский рабочий, 1989.
- гомерическая трагедия «Ночь святого Лаврентия» (1991)
- трагикомедия «Непобедимая Армада» (1995)
- пьеса «Уроки любви» — в соавторстве с Александром Лавриным. (1996)
- рыцарский роман в стихах «Дон Кихот и Санчо Панса на острове Таганрог», (1997) стал литературной основой спектакля Оксаны Мысиной, а в 2011 на его основе Евгений Славутин поставил в Театре МОСТ философскую клоунаду «Дон Кихот: перезагрузка».
- пьеса «Гамлет.ru» (2001)
- поэма «Свободное время»
- поэма «Сорок сороков»